# Merrell Valley
Das Merrell Valley ist ein langes, enges und eisfreies Tal in der Convoy Range im ostantarktischen Viktorialand. Es verläuft von seinem Kopfende unmittelbar östlich des Mount Gunn in nördliche Richtung und geht in das Greenville Valley über.
Die neuseeländische Nordgruppe der Commonwealth Trans-Antarctic Expedition (1955–1958) kartierte das Tal im Jahr 1957 und benannte es nach der USNS Private Joseph F. Merrell, einem Frachtschiff der US-Verbände im McMurdo-Sund von 1956 bis 1957.